# Бирлик (район Шал акына)
Бирлик (каз. Бірлік) — село в районе Шал акына Северо-Казахстанской области Казахстана. Село входит в состав Приишимского сельского округа. Код КАТО — 595647200.

## География
Расположено около озера Сарыкамыс.

## Население
В 1999 году численность населения села составляла 455 человек (235 мужчин и 220 женщин). По данным переписи 2009 года, в селе проживало 356 человек (186 мужчин и 170 женщин).